# Alimentation symétrique

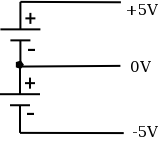
Schéma électrique

Une alimentation symétrique est un générateur électrique qui fournit deux tensions continues de polarité opposées mais de valeurs absolues identiques avec un 0V ou masse commune ainsi l'une est positive, l'autre est négative:
Par exemple : +5V/-5V ou +12V/-12V.
Ce type d'alimentation est utilisée pour certains montages et circuits électroniques, comme les amplificateur opérationnel.
Une alimentation symétrique peut être formée simplement en associant deux générateurs de tension continue classiques.